# Kultura Insula Banului
Kultura Insula Banului – kultura archeologiczna młodszej i późnej epoki brązu. Nazywana jest czasem w literaturze grupą Ostrov. Wraz z kulturami Babadag z Dobrudży i Cozia z Mołdawii oraz lokalnymi grupami z obszaru Bułgarii tworzy wspólny krąg kulturowy.

## Geneza
Omawiana jednostka kulturowa ukształtowała się na terenach położonych nad Dunajem, poniżej Żelaznej Bramy. Na jej powstanie miały wpływ pewne elementy pochodzące z kultury Girla Mare.

## Chronologia i zasięg występowania
Kultura Insula Banului datowana jest na okres halsztacki A2 i B1. Swoim zasięgiem obejmowała ona wyspy na Dunaju, południowo-zachodnią Oltenię sięgając na prawym brzegu Dunaju do Serbii aż po Nisz i do Bułgarii aż po miasto Dolny Lom.

## Osadnictwo
Ludność kultury Insula Banului zamieszkiwała osady, wewnątrz których budowano czworoboczne domy w konstrukcji słupowej oraz kopano jamy. Ponadto osiedlano się również w jaskiniach.

## Obrządek pogrzebowy
Nie odkryto żadnych cmentarzysk kultury Insula Banului, co świadczy o tym, że musiała istnieć jakaś inna, nieuchwytna w źródłach archeologicznych forma pochówku, bądź obchodzenia się z ciałami zmarłych. Wyjątkiem jest jedno stanowisko archeologiczne, mianowicie cmentarzysko w okolicach miasta Krajowa w Rumunii. Odkryto na nim groby ciałopalne, wyposażone w małe naczyńka wazowate na nóżkach, z ornamentem guzowym oraz w misy czworoboczne w rzucie pionowym. Cmentarzysko te datowane jest na Hallstatt A i wyróżnia się dla niego grupę Isalniţa.

## Inwentarz
Powszechnymi formami są naczynia wazowate, misy, garnki zdobione listwami plastycznymi, kubki i czerpaki. W ceramice omawianej kultury dominują zdobienia w postaci kanelurów i guzów, podobne dla charakterystycznych dla kultury gawskiej. Oprócz tego spotyka się także ornament stempelkowy, w postaci kółek ułożony koncentrycznie i dołków, odciski tak zwanego skośnie żłobkowanego naszyjnika, nazywane również ornamentem pseudosznurowym i pasma odcisków przypominających literę „s”.